# Santa Apolonia (Chimaltenango)
Pour les articles homonymes, voir Santa Apolonia.
Santa Apolonia est une ville du Guatemala située dans le nord du département de Chimaltenango. Santa Apolonia est entourée par les villes de Tecpán à l'ouest, San José Poaquil à l'est et San Juan Comalapa au sud-est.

## Géographie
La ville de Santa Apolonia est d'une superficie de 96 km2.
Le centre de la ville est situé à une altitude de 2 200 mètres (7 200 pieds).

## Arts et cultures
La localité est connue pour son artisanat dont la poterie en terre cuite, bien que la tradition est en déclin depuis quelques années. Le hüipil, une blouse autochtone typique et composé d'un simple tissu blanc avec des motifs brodés et généralement monochromatique est très présente dans la ville. Un autre vêtement présent est la jupe, ou corte, bleu marine avec des bandes blanches.

## Population
À la suite du recensement de 2002, la population de la ville s'établissait à 13 595 avec un 81 % de la population d'origines mayas. Cependant, ces chiffres sur l'appartenance ethniques sont contestés, car la majorité des résidents autochtones de Santa Apolonia serait plutôt d'origines ethniques et linguistiques cakchiquelles (kaqchikel). Un estimé prétend que plus de 90% des habitants parleraient la langue maya cakchiquelle qui est la troisième langue autochtone la plus parlée dans le pays. En ce qui concerne le niveau de vie, environ 76,8% de la population vivrait en situation de pauvreté et 19,5% dans un niveau considéré de pauvreté extrême. Près de 81,4% de la population est rurale.
Enfin, le niveau d'index du développement tend à s'améliorer puisqu'il est passé de 0,387 en 1994 à 0,491 en 2002. Malgré tout, il demeure le plus faible parmi l'ensemble des municipalités du département.

## Climat
Bien que le climat soit considéré comme semi-tropical, l'altitude de la région créer un microclimat pouvant provoquer des hiver plutôt froid avec des risques de gel au sol, ainsi que sujette à de fortes précipitations causées par des tempêtes tropicales. L'ouragan Mitch de 1998 et l'ouragan Stan en 2005 figurent parmi les principales tempêtes ayant sévit à cet endroit.

## Agriculture
Santa Apolonia est connue pour avoir une forte proportion de population rurale qui cultive le maïs et les haricots noirs. La culture des pois mange-tout permet également une exportation vers les marchés nord-américain et européen. Les carottes, les oignons, les tomates, ainsi que les fruits comme la pêche, le fruit de la passion (grenadille) et le corossol (anona) figure également parmi les autres produits horticoles récoltés dans la région.